# Colubraria testacea
Colubraria testacea is een slakkensoort uit de familie van de Colubrariidae. De wetenschappelijke naam van de soort is voor het eerst geldig gepubliceerd in 1854 door Mörch.